# I.M.A.
A I.M.A. (sigla em português de Ideias Mecânicas Avançadas e em inglês A.I.M. para Advanced Idea Mechanics) é uma super-organização criminosa fictícia, presentes nas histórias em quadrinhos publicado pela Marvel Comics. Composta por brilhantes cientistas dedicados à conquista do poder e à derrubada de todos os governos através de recursos tecnológicos, sua primeira aparição (nos E.U.A.) foi em Strange Tales #146 (Julho de 1966), numa história produzida por Stan Lee e Jack Kirby.

## História
A I.M.A. foi criada durante a Segunda Guerra Mundial pelo Barão von Strucker para desenvolver armamentos para a organização subversiva conhecida como Hidra. No final da década de 60, por motivos de divergências políticas, a I.M.A. desligou-se da Hidra e deu início às suas próprias operações de forma independente. Seus adversários mais antigos são o Capitão América, Capitã Marvel, a S.H.I.E.L.D. e o Homem de Ferro.

## Projetos
- O Cubo Cósmico: trata-se de um objeto de incrível poder, capaz de reformular a própria realidade, tornando praticamente onipotente o seu portador. Porém, a maior criação da I.M.A. não se deve aos méritos de seus cientistas: o poder que permitiu a criação do cubo cósmico apareceu acidentalmente em nossa dimensão, sendo encontrado pelos cientistas do grupo em grande parte graças à sorte. Após muitas batalhas pelo controle do cubo (com grande participação do Capitão América), este acabou revelando tratar-se de uma criatura-viva, um "Cúbico", uma espécie da mesma matéria-energia dos Beyonders de outras dimensões. Após revelar sua verdadeira natureza, o Cubo afastou-se da Terra, distanciando-se das "batalhas mesquinhas" de seus habitantes.
- O Super-Adaptoide: a segunda maior criação do grupo trata-se de um androide, programado para se adaptar a qualquer situação, podendo reproduzir o super-poder, aparência e voz de qualquer personagem Marvel. Mostrando-se uma criação formidável, o androide infiltrou-se nos Vingadores, passando-se por vários de seus integrantes, como o Gavião Arqueiro, a Vespa e o próprio Capitão América. Ironicamente o androide foi absorvido pela própria identidade que revelou-se ser a derivada de um fragmento do Cubo Cósmico que tinha em seu corpo, desaparecendo da terra.
- MODOK (e posteriormente, uma versão feminina dele conhecida como MODAM): trata-se de um ser humano artificialmente evoluído, com imensa capacidade mental e um corpo anão, dotado de superinteligência e a capacidade de gerar descargas de energia mental e campos de força. A princípio, MODOK era um agente obediente da I.M.A., escolhido pelo Cientista Supremo para ser submetido ao processo de transformação orgânica, de maneira a se tornar mais uma arma da organização. Mas assim que sofreu sua grotesca transformação, MODOK assassinou o Cientista Supremo e tomou o controle da organização criminosa. Durante anos a I.M.A. serviu aos seus propósitos, até seu assassinato pela Sociedade da Serpente. MODOK teria enlouquecido ao tentar manipular o Cubo Cósmico. Nesta fase, um pequeno grupo de cientistas escapou ao controle de MODOK e fundou uma dissidência da I.M.A. Diferentes dos agentes originais da organização, que usavam uniformes brancos com luvas, botas e capacetes azuis, os dissidentes usavam uniformes amarelos com luvas, capacetes e botas negros. Durante algum tempo os dois grupos se enfrentaram, mas aparentemente voltaram a se fundir após a morte de MODOK Uma segunda teoria afirma que os dissidentes foram destruídos. Graças a todas essas dissidências interna nos últimos anos a I.M.A. perdeu muito de seu poder e prestígio anterior. Atualmente, ela têm servido mais como um grupo contratado para desenvolver armas e veículos para outras organizações.

## Em outras mídias

### Desenhos animados
- A I.M.A. já aparecia nos segmentos do Capitão América e do Hulk em The Marvel Super Heroes, de 1966.
- Também fez suas aparições em Iron Man: Armored Adventures .
- A I.M.A. também aparece no desenho Os Vingadores: Os Heróis Mais Poderosos da Terra como uma organização rival da Hidra.

### Filmes
- Em Homem de Ferro 3, a I.M.A. de Aldrich Killian é responsável por criar o vírus Extremis, e a armadura do Patriota de ferro.